# Benhamklasse

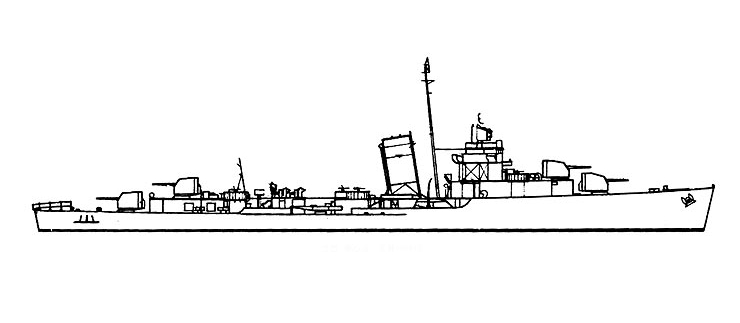
Tekening Benhamklasse

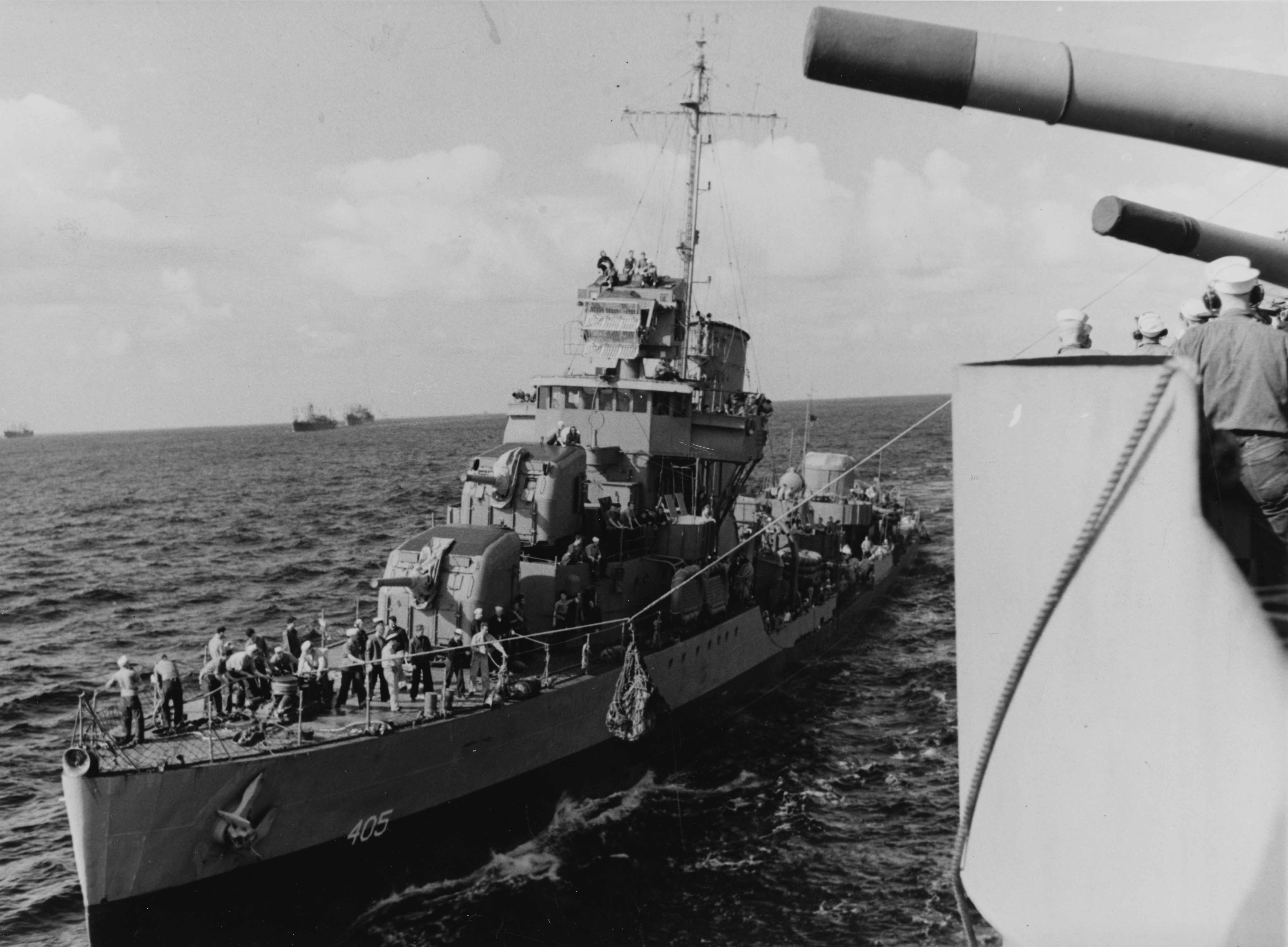
USS Rowan naast de USS Augusta (CA-31) (december 1942)

De Benhamklasse torpedobootjagers kwamen in dienst van de Amerikaanse marine tussen 1938 en 1939. Ze waren grotendeels gebaseerd op de Gridleyklasse en Bagleyklasse. De klasse bestond uit 10 schepen die allemaal in 1939 in dienst zijn gesteld. Twee schepen gingen verloren tijdens de Tweede Wereldoorlog, drie zouden gesloopt worden in 1947, terwijl de overige vijf afgezonken werden nadat deze besmet waren door kernproeven in de Grote Oceaan.
De schepen kregen bij de bouw vier 5-inch(127mm) kanonnen, twee op het voordek en twee op het achterdek, die gebruikt konden worden tegen doelen op zee en in de lucht. Het kreeg verder een zware bewapening van niet minder dan 16 21-inch (533mm) torpedolanceerbuizen. Dit is het grootste aantal geplaatst op een Amerikaanse torpedobootjager. 
Er was een schoorsteen waarop drie stoomketels waren aangesloten. Dankzij de modernere en meer efficiënte stoomketels kreeg deze klasse er drie in plaats van vier bij een vorige klasse van torpedobootjagers. Hierdoor werd ruimte bespaard en kwam het gewicht van het schip lager uit waardoor de snelheid verbeterde. De twee stoomturbines, voor elke schroef een, hadden een totaal vermogen van zo’n 50.000 pk.

## Schepen
| Naam                 | Scheepswerf                              | Kiellegging       | Tewater          | In dienst         | Lot |
| -------------------- | ---------------------------------------- | ----------------- | ---------------- | ----------------- | --- |
| USS Benham (DD-397)  | Federal Shipbuilding and Drydock Company | 1 september 1936  | 16 april 1938    | 2 februari 1939   | Getroffen door Japanse torpedo tijdens de Slag bij Guadalcanal op 15 november 1942                                      |
| USS Ellet (DD-398)   | Federal Shipbuilding                     | 3 december 1936   | 11 juni 1938     | 17 februari 1939  | Verkocht voor de sloop op 1 augustus 1947                                                                               |
| USS Lang (DD-399)    | Federal Shipbuilding                     | 5 april 1937      | 28 augustus 1938 | 30 maart 1939     | Verkocht voor de sloop op 31 oktober 1947                                                                               |
| USS Mayrant (DD-402) | Boston Navy Yard                         | 15 april 1937     | 14 mei 1938      | 13 september 1939 | Zwaar beschadigd tijdens atoomtest Operation Crossroads bij Bikini in juli 1946. Gezonken bij Kwajalein op 4 april 1948 |
| USS Trippe (DD-403)  | Boston Navy Yard                         | 15 april 1937     | 14 mei 1938      | 1 november 1939   | Zwaar beschadigd tijdens Operation Crossroads. Gezonken bij Kwajalein op 3 februari 1948                                |
| USS Rhind (DD-404)   | Philadelphia Naval Shipyard              | 22 september 1937 | 28 juli 1938     | 10 november 1939  | Zwaar beschadigd tijdens Operation Crossroads. Gezonken bij Kwajalein op 22 maart 1948                                  |
| USS Rowan (DD-405)   | Norfolk Naval Shipyard                   | 25 juni 1937      | 5 mei 1938       | 23 september 1939 | Getroffen door torpedo van Duitse Schnellboot tijdens een konvooiescorte tussen Salerno en Oran op 11 september 1943    |
| USS Stack (DD-406)   | Norfolk Naval Shipyard                   | 25 juni 1937      | 5 mei 1938       | 20 november 1939  | Zwaar beschadigd tijdens Operation Crossroads. Gezonken bij Kwajalein op 24 april 1948                                  |
| USS Sterett (DD-407) | Charleston Naval Shipyard                | 2 december 1936   | 27 oktober 1938  | 15 augustus 1939  | Verkocht voor de sloop op 10 augustus 1947                                                                              |
| USS Wilson (DD-408)  | Puget Sound Naval Shipyard               | 22 maart 1937     | 12 april 1939    | 5 Juli 1939       | Zwaar beschadigd tijdens Operation Crossroads. Gezonken bij Kwajalein op 8 maart 1948                                   |